# 제시카 니그리
제시카 니그리(Jessica Nigri, 1989년 출생)는 미국의 코스프레어, 도우미이자 글래머 사진 모델, 유튜버, 성우, 동인 행사 인터뷰 특파원이다. 그녀는 2009년부터 코스프레를 했고 2012년부터 모델링을 시작했으며, 롤리팝 체인소와 어쌔신 크리드 IV: 블랙 플래그를 포함한 여러 비디오 게임 및 만화 시리즈의 공식 홍보 모델로 활동했다. 그녀는 또한 RWBY의 신더 폴 역으로도 유명하다.

## 어린 시절
니그리는 미국 리노 (네바다주)에서 태어났고, 어머니의 고향인 뉴질랜드 크라이스트처치에서 자랐다. 이후 애리조나주로 이사했다. 니그리는 2009년부터 코스프레를 시작했는데, 샌디에이고 코믹콘 인터내셔널에 입고 간 "섹시 피카츄" 코스프레가 인터넷에서 입소문을 탔다. 2011년에는 마이크로소프트와 게임스탑을 위해 기어스 오브 워 3를 홍보하며 게임 출시를 위해 게임 캐릭터인 안야 스트라우드 의상을 입었다.

## 경력
2012년 니그리는 IGN의 공모전에서 스다 고이치(Suda51)의 비디오 게임 롤리팝 체인소의 주인공 줄리엣 스타링을 연기할 모델로 선정되었고, 워너 브라더스 게임즈의 홍보 모델로 고용되었다. 그녀가 2012년 페니 아케이드 엑스포(PAX) 이스트에서 줄리엣으로 등장했을 때, 컨벤션 관계자들은 그녀가 입은 핑크색 의상이 너무 노출이 심하다는 불만을 접수하고 옷을 갈아입거나 행사장을 떠나 활동을 제한해 달라고 요청했다. 니그리는 줄리엣 스타링의 일반 의상으로 갈아입었지만, 그 또한 너무 노출이 심하다고 판단되어 퇴장 요청을 받았다. 계약의 일환으로 가도카와 게임즈는 그녀를 일본의 롤리팝 체인소 행사로 초청하여 아키하바라를 방문하고 패미통 및 전격을 포함한 일본 비디오 게임 잡지 및 웹사이트를 순회했다. 같은 해, 니그리는 킬쓰리콤보의 비디오 게임 엘소드 및 만화 시리즈 《그림 페어리 테일즈》 (Zenescope Entertainment) 및 나이팅게일(Knightingail, 크루시델 프로덕션)을 홍보하거나 대표하는 계약을 체결했다.
니그리는 2011년 어메이징 애리조나 코믹콘의 홍보 모델로 고용되었고, 2012년 아니메 엑스포, 2012년 (컨벤션 마스코트 센카쿠 메이로 출연 포함) 및 2013년 애니메이션 레볼루션, 2013년 AVCon, 2013년 몬트리올 코믹콘, 2013년 아니메 사우스, 오타와 팝 엑스포 등 여러 컨벤션에 주빈으로 초청되었다. 그녀는 카셈G 및 더 필립 드프랭코 쇼와 같은 유튜브 채널 및 쇼에 출연했으며, 다운로드 가능한 트레이딩 카드 게임 Z의 독특한 카드에도 등장했다.
2013년, 니그리는 그래스호퍼 매뉴팩처의 새 비디오 게임 《킬러 이즈 데드》의 캐릭터 비비안 스콜을 연기해달라는 스다 고이치(Suda51)의 제안을 다시 수락했다. 같은 해, 어쌔신 크리드 III의 캐릭터 코너 켄웨이 코스프레를 한 후, 그녀는 유비소프트에 고용되어 게임스컴 2013에서 비디오 게임 어쌔신 크리드 IV: 블랙 플래그의 주인공인 에드워드 켄웨이의 여성 버전을 연기했다. E3 2013에서는 비비안 스콜과 에드워드 켄웨이 둘 다 연기했으며; PAX 2013에서는 코에이 테크모의 비디오 게임 《야이바: 닌자 가이덴 Z》에서 미스 먼데이 캐릭터를 연기했다. 2014년에는 카바인 스튜디오의 와일드스타 PAX East 부스에서 코스프레를 했다.
니그리는 게임존(GameZone), RUGGED TV 코믹 북 테라피(Comic Book Therapy)와 같은 미디어 매체의 인터뷰어로 활동했다. 또한 여러 상업 비디오 광고와 뮤직 비디오에 출연했으며 자선 활동도 했다. 과거 PDS에 출연한 것 외에도 니그리는 드프랭코의 친구이며, 그의 상점 ForHumanPeoples에 그녀의 상품이 입점하기도 했다. 니그리는 자신의 온라인 포스터 상점인 '니그리 플리즈!(Nigri please!)'를 열었다. 《플레이스테이션 오피셜 매거진》에 따르면, 니그리는 "단순한 코스플레이어가 아니라 엄청난 게이머"라고 한다. 그녀는 7살 때부터 비디오 게임을 시작했으며, 아버지로부터 처음 접했다고 말했다.
니그리는 코스프레 그룹 XX 걸즈와 캣 건의 프로 게이밍 및 코스프레 팀인 Less Than 3(LT3)의 멤버로 활동해왔으며, 이 팀은 매드 캐츠의 후원을 받았다. 니그리는 theCHIVE와도 협력했다. 한동안 니그리의 특별한 관심사는 다양한 남성 캐릭터의 "젠더벤딩" 여성 버전을 코스프레하는 것이었다. 니그리가 논란이 많았던 2013년 리얼리티 쇼 《코스프레의 영웅들》에 출연을 거부했다고 알려진 후, Syfy 네트워크의 제작자들은 시리즈를 더 드라마틱하게 만들기 위해 그녀와 쇼의 스타 야야 한 사이에 치열한 라이벌 관계와 싫어하는 감정이 있는 것처럼 꾸며냈다. 두 사람은 나중에 실제로 친구이며 쇼가 코스프레 서브컬처를 정확하게 표현한 것이 아니라고 설명하기 위해 함께 출연했다. 니그리는 언젠가 모델링에서 은퇴하고 마케팅 및 광고의 "배후" 분야를 공부하고 경력을 쌓을 계획이라고 말했다.
2018년, 니그리는 Rooster Teeth가 제작하고 매트 헤임스가 감독한 다큐멘터리 《비커밍 제시카 니그리》의 주인공이 되었다.

## 필모그래피

### 영화 및 텔레비전
| 연도 | 제목                 | 역할          | 출처   |
| ---- | -------------------- | ------------- | ------ |
| 2018 | 비커밍 제시카 니그리 | 제시카 니그리 | [ 66 ] |

| 연도                  | 제목                       | 역할          | 비고                                                             | 출처   |
| --------------------- | -------------------------- | ------------- | ---------------------------------------------------------------- | ------ |
| 2013년–현재           | RWBY                       | 신더 폴       |                                                                  | [ 67 ] |
| 2014년                | Red vs. Blue               | 시몬스의 부관 | "Oh Captains, My Captains" 및 "Something Else Entirely" 에피소드 | [ 68 ] |
| 2015년                | 슈퍼 소니코: 더 애니메이션 | 소니코        |                                                                  | [ 69 ] |
| 2016년–2018년; 2021년 | RWBY Chibi                 | 신더 폴       |                                                                  | [ 70 ] |

### 광고
| 연도   | 제목        | 역할                          | 출처   |
| ------ | ----------- | ----------------------------- | ------ |
| 2012년 | 좀-비-곤    | 줄리엣 스타링 (롤리팝 체인소) | [ 71 ] |
| 2012년 | 버즈즈즈 킬 | 줄리엣 스타링 (롤리팝 체인소) | [ 72 ] |
| 2013년 | KID TV      | 비비안 스콜 (킬러 이즈 데드)  | [ 73 ] |

### 뮤직 비디오
| 연도   | 제목              | 역할                      | 출처 |
| ------ | ----------------- | ------------------------- | ---- |
| 2011년 | Chalkskin: T 'n A | 코스프레 걸               |      |
| 2012년 | Nigri Please!     | 소냐 블레이드 (모탈 컴뱃) |      |

### 비디오 게임
| 연도   | 제목                        | 역할    | 출처   |
| ------ | --------------------------- | ------- | ------ |
| 2014년 | 스마이트                    | 신더 폴 |        |
| 2016년 | 소니코미: 소니코와 소통하기 | 소니코  | [ 74 ] |